# Richard Giese (Verwaltungsjurist)
Richard Ferdinand Giese (* 11. August 1876 in Prenzlau; † 15. Januar 1978 in Kiel) war ein deutscher Ministerialbeamter in der Finanzverwaltung. Als  Oberpräsident des Verwaltungsbezirks Nordmark war er, zur Zeit des Nationalsozialismus, maßgeblich an der Vereinnahmung und Verwaltung von jüdischen Vermögenswerten seiner Region beteiligt.

## Herkunft und Studium
Giese wurde als Sohn des Sanitätsrats Richard Giese und seiner Frau Marie Giese, geborene Gralow, am 11. August 1876 in der Prenzlauer Wohnung seiner Eltern in der Klosterstraße 77 geboren. Die Eltern waren evangelischer Konfession. Er studierte an der Georg-August-Universität Göttingen Rechtswissenschaft. Am 23. Oktober 1897 wurde er Fuchs im Corps Bremensia. Am 10. Juli 1898 recipiert und am 10. März 1899 inaktiviert, wechselte er an die Friedrich-Wilhelms-Universität zu Berlin. Dort bestand er 1901 das Referendarexamen und am 30. Mai 1907 am Kammergericht die Assessorprüfung.

## Karriere
Anfangs war Giese tätig an Gerichten in Prenzlau und Wriezen, dann probeweise bei der Oberzolldirektion in Altona (1908). Anschließend war er Oberzollkontrolleur in Nordhorn (1909). Am 6. April 1909 zum Kgl. Regierungsassessor ernannt, war er zunächst Hilfsarbeiter bei der Oberzolldirektion Berlin, dann Oberzollinspektor beim Hauptzollamt in Wesel (1911) und etatmäßiges Mitglied der Oberzolldirektion Altona (1913). Dort wurde er 1915 zum Regierungsrat ernannt. Er war seit 1914 Soldat im Deutschen Heer und nahm am Ersten Weltkrieg teil. 1916 geriet er vor Verdun in vierjährige Kriegsgefangenschaft. 1920 wurde er als Oberregierungsrat in die neu errichtete Reichsfinanzverwaltung übernommen. Kurzzeitig beim Landesfinanzamt Mecklenburg in Schwerin, wurde er 1921 als Ministerialrat in das Reichsfinanzministerium berufen. Hier wirkte er unter 14 Ministern als Personalchef für den Höheren Dienst der gesamten Reichsfinanzverwaltung. Ab 1. Juni 1923 war er in Leipzig zugleich ordentliches Mitglied des Reichsdisziplinarhofs, der zunehmend mit politischen Entscheidungen befasst war. 

## Wirken und Leben im Nationalsozialismus
Am 1. Oktober 1933 wurde Giese Präsident des Landesfinanzamts Hessen in Darmstadt. Bereits 1934 äußerte er in einer internen Besprechung antisemitische Hetzparolen, in denen er jüdischen Glauben, wirtschaftliche Missstände und fehlende Steuereinnahmen miteinander vermischte. In den ersten sieben Monaten seiner Amtszeit ersetzte er rund die Hälfte der Führungskräfte in seinem Verantwortungsbereich.

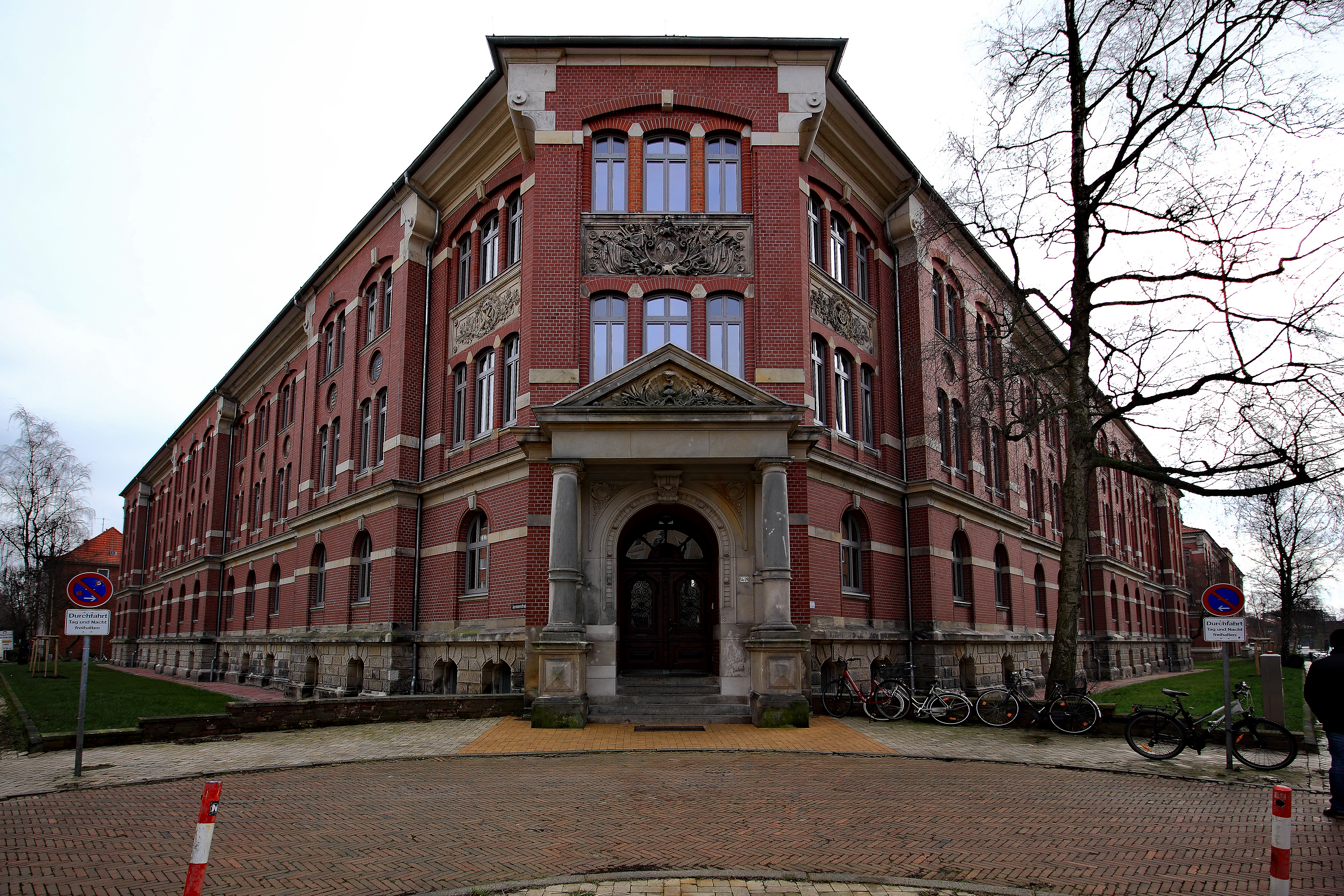
Ehemaliger Sitz des Oberfinanzpräsidenten Nordmark, Adolfstr. 14–28 in Kiel, Seitenansicht.

1936 wurde er Oberfinanzpräsident Nordmark in Kiel, und somit Nachfolger des scheidenden Präsidenten Dr. Hillmer, der nach Thüringen wechselte. Das Landesfinanzamt Nordmark war aus einer Zusammenlegung der Landesfinanzämter Mecklenburg und Schleswig-Holstein hervorgegangen. Die neue Bezeichnung des Verwaltungsbezirks als „Nordmark“ wurde im nationalsozialistischen Sprachgebrauch bewusst als Rückgriff auf die Terminologie des Heiligen Römischen Reiches gewählt.
Mit der Einrichtung einer Devisenstelle war das Oberfinanzamt unter Gieses Leitung maßgeblich an der Planung und Durchführung der „Arisierung“ jüdischer Besitztümer in Schleswig-Holstein beteiligt. Ab April 1938 wurde die Konfiszierung jüdischer Vermögen und Besitztümer durch eine Reihe von Reichsverordnungen systematisch geplant und gesetzlich geregelt. Den Auftakt bildete die Verordnung zur Anmeldung von Vermögen, ihren Abschluss fand die Maßnahme in der Verordnung zum Einsatz jüdischen Vermögens vom 3. Dezember 1938. Diese regelte die Überführung sämtlicher Bankguthaben und Wertpapiere auf staatlich kontrollierte Sperrkonten.
In Kiel übernahm die Kieler Stadtsparkasse die Führung dieser Konten. Die Enteignung galt als abgeschlossen, wenn die finanziellen Werte in das Vermögen des Staates übergingen, bei Ausreise, aber auch nach dem Tod oder der Ermordung der Betroffenen. Für die konkrete Umsetzung der Verordnungen war der Oberfinanzpräsident zuständig, ausführendes Organ waren die örtlichen Finanzämter.
Zusätzlich konnte die Oberfinanzbehörde auch direkt von Eigentum jüdischer Familien profitieren. So wurden Gegenstände aus jüdischen Haushalten, z. B. des Apothekers Heinrich Haller-Munk, aus Kiel, oder Porzellan des Kieler Bürgers Wilhelm Ludwig Bruck, vom Oberfinanzpräsidenten für die eigene Behörde übernommen. Auch persönlich profitierte Giese während seiner Amtszeit von der Beschlagnahmung jüdischen Hausrats. So konnte er einen Teil des konfiszierten Büchersbestandes des Gründers des Bad Bramstedter Kurhauses, Oskar Alexander, seiner privaten Bibliothek einverleiben, wie es der Historiker Sven Haman rekonstruierte.
Als Wohnsitz in Kiel wählte Giese den Niemannsweg, eine Villenstraße im bevorzugten Nobelviertel Düsternbrook. In der Zeit des Nationalsozialismus erhielt die Straße eine besondere Bedeutung, da sich dort mit dem Repräsentationsbedürfnis der Staatspartei zahlreiche militärische und parteiliche Dienststellen niederließen. Gleichzeitig entwickelte sich die Straße zu einer gefragten Wohnadresse für Parteifunktionäre, etwa für Gauleiter Hinrich Lohse (Hausnummer 52), SA-Führer Meyer Quade (Nr. 153) oder NSDAP-Kreisleiter Otto Ziegenbein (Nr. 4). Auch die NS-Dozentenführer der Universität Kiel, Hermann Mandel und Ernst Philipp bewohnten Häuser in dieser Straße, wie es der Kulturwissenschaftler Kai Detlev Sievers recherchierte.
Bis zu seiner Pensionierung im Mai 1943 leitete Giese neben der Abteilung Personal und Verwaltung auch die Finanz- und Zollschule in Mölln und die Zollschule Flensburg. Nachdem er zunächst eine Dienstwohnung in Berlin-Charlottenburg bewohnte, wurde Giese im Frühjahr 1944 mit seiner Familie nach Zinnowitz auf der Insel Usedom evakuiert.

## Nach 1945
Als die Rote Armee Usedom besetzt hatte, verdiente er seinen Lebensunterhalt vorübergehend als Ernte- und Waldarbeiter. Ab Oktober 1946 arbeitete er als Versicherungsagent der Sach- und Personen-Versicherungsanstalt Mecklenburg für Zinnowitz und Umgebung. Als er erfuhr, dass alle Beamten vom Regierungspräsidenten aufwärts als Kriegsverbrecher 1. Klasse verhaftet werden sollten, floh er Ende Oktober 1947 über die Grenze der sowjetischen Besatzungszone zu seinem Sohn nach Kiel. Nachdem er im August 1948 die Zuzugsgenehmigung für seine Familie erhalten hatte, wurde er von seiner Tochter betreut. Ab mindestens 1966 war Giese wieder im Kieler Adressbuch mit einem Eintrag als Oberfinanzpräsident a. D. verzeichnet.

### Ehrungen
1976, anlässlich eines großen Empfang zu Ehren seines 100. Geburtstages gratulierten die Politiker Hans-Hellmuth Qualen, Gerd Lausen und Kiels Stadtpräsident Eckhard Sauerbaum. Zu seinem Tod 1978 widmet ihm die Corpszeitung seiner Göttinger Studentenverbindung, Bremensia, einen Nachruf.

### Kritik
Erst in späterer Literatur über Organisation und Durchführung der Enteignung jüdischen Eigentums durch die Finanzbehörden wurde die Rolle Richard Gieses berücksichtigt. Dabei wurden neben seiner offensichtlichen Verantwortung insbesondere sein fehlendes Unrechtsbewusstsein und eine ausgeprägte Opferhaltung hervorgehoben, die er bei Wiedergutmachunsgforderungen erkennen ließ. Dies wurde von dem Historiker Sven Herrmann in seinem Werk „Jeder Käufer sucht möglichst günstig zu kaufen“ ausführlich analysiert.